# Giovanni Vescovi
Giovanni Portilho Vescovi (Porto Alegre, 14 giugno 1978) è uno scacchista brasiliano.
Ottenne il titolo di Maestro Internazionale nel 1993 e di Grande Maestro nel 1998.

## Principali risultati
Sette volte vincitore del Campionato brasiliano (1999, 2000, 2001, 2006, 2007, 2009 e 2010). Nel 1998 partecipò al primo campionato del mondo juniores a squadre (U20) di Buenos Aires, vincendo la medaglia d'oro in prima scacchiera con il punteggio di 5½/6.
Tre volte vincitore del torneo delle Bermude (2002, 2003 e 2004) e due volte del torneo internazionale di San Paolo del Brasile (2005 e 2006).
Nel giugno del 2001 vinse campionato sudamericano (torneo zonale FIDE 2.4), qualificandosi per il Campionato del mondo FIDE 2002, dove vinse nel primo turno contro Boris Gulko, ma nel secondo venne eliminato da Veselin Topalov. Nel 2003 fu pari primo con Alexander Goldin nel campionato continentale delle Americhe a Buenos Aires, qualificandosi per il Campionato del mondo FIDE 2004, dove fu eliminato nel 1º turno da Gadir Guseinov.
Nella Coppa del Mondo 2005 superò il primo turno battendo Utut Adianto 1½-½, nel secondo turno venne eliminato da Pentala Harikrishna 2-4.
Raggiunse il suo massimo rating FIDE in gennaio 2010, con 2660 punti Elo.